# Matériel roulant des TEPCE
 (janvier 2022).
Si vous disposez d'ouvrages ou d'articles de référence ou si vous connaissez des sites web de qualité traitant du thème abordé ici, merci de compléter l'article en donnant les références utiles à sa vérifiabilité et en les liant à la section « Notes et références ».
Liste du matériel roulant des Tramways électriques du pays de Charleroi et extensions (TEPCE).

## Autobus
Longueur : A - articulé ; Md - midibus ; Mn - minibus ; S - standard.
| Illustration | Modèle / type                | Long- ueur | Nombre | Numéros | En service   | Hors service | Remarques |
| ------------ | ---------------------------- | ---------- | ------ | ------- | ------------ | ------------ | --------- |
|              | Brossel A88 DLH / Bostovo    | Md         | 4      | 35-38   | 1957         |              |           |
|              | Brossel A88 DLH / Jonckheere | Md         | 2      | 31-32   | 1952         |              |           |
|              | Brossel A88 DLH / Van Hool   | Md         | 2      | 33-34   | 1955         |              |           |
|              | Brossel A88 DLH / Van Hool   | Md         | 4      | 39-42   | 1958 ex. TEG |              |           |

## Tramways
Motrices

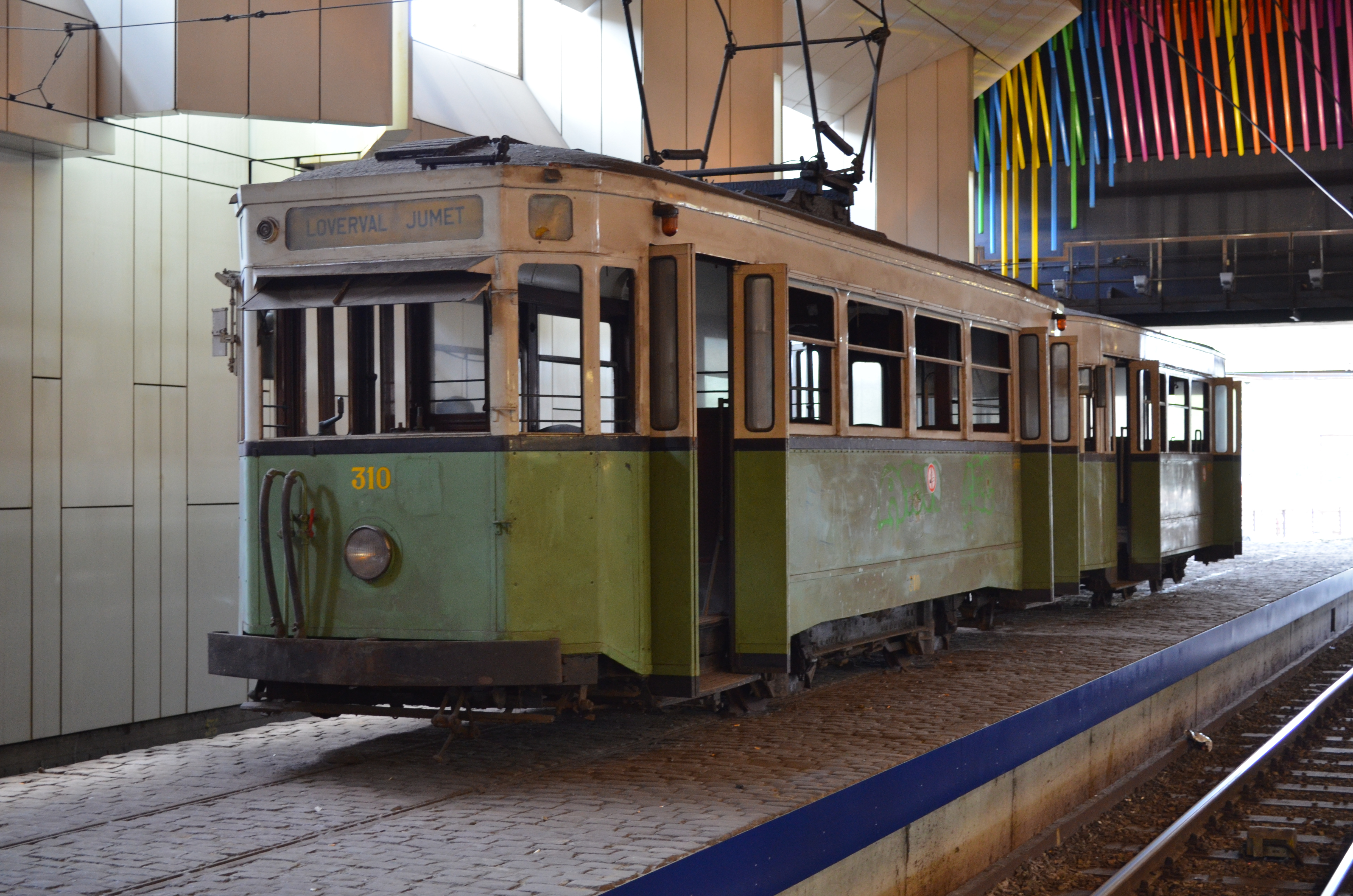
Motrice no 310 et remorque 12 préservées à la station Palais du métro léger de Charleroi

- No 300 à 311, livrées par La Metallurgique à Nivelles, en 1930, puissance 2 x 65cv
- No 401 à 425, livrées par Ateliers d'Ostende à Ostende, en 1942 et 1945, puissance 2 x 75cv

Remorques
- No 1 à 12, , livrées par société Franco-Belge à La Croyère, en 1904
- No 37 à 44, , livrées par Baume & Marpent, en 1915